# Peter Kerlin
Peter Kerlin (* 28. August 1954 in Königslutter am Elm) ist ein Folkmusiker, der seit den 1970er Jahren aktiv in der deutschen Celtic-Folk-Szene verwurzelt ist.

## Musikalische Biografie
Seine ersten musikalischen Bühnen- und Studioerfahrungen sammelte Kerlin während seiner Studienzeit in Göttingen (Lehramtsstudium) mit Formationen wie Aimen & friends, Mackinaw und Aldaron. Zudem trat er auch als Solokünstler auf und gewann einen Nachwuchswettbewerb im Göttinger Szenelokal Nörgelbuff.
Nach Beendigung seines Studiums zog es Kerlin berufsbedingt zunächst nach Bad Hersfeld und ab 1982 nach Goslar, bis heute sein Wohnort.
1985 gründete Kerlin zusammen mit Thomas Amthor das Folk-Duo Taters & Pie (Irish & American Folk), eine Zusammenarbeit, die bis 1996 dauerte und durch viele Konzerte in Deutschland und dem benachbarten Ausland geprägt war. Insgesamt vier Tonträger entstehen in den knapp zwölf Jahren ihrer Kooperation.
Seit dem Ende von Taters & Pie widmet sich Peter Kerlin seiner Arbeit als Solokünstler. Zudem arbeitet er häufig mit dem Multiinstrumentalisten Jens Kommnick zusammen, sowohl bei Live-Konzerten als auch im Studio. Diese Zusammenarbeit dauert bis heute an und seitdem sind sechs Soloalben entstanden, die jeweils zusammen mit Jens Kommnick eingespielt wurden. Live kann man Peter Kerlin als Solist und im Duo mit Jens Kommnick erleben.
Seit 2016 arbeitet Kerlin außerdem mit dem schottischen Singer-Songwriter Ian Smith zusammen. Regelmäßig gehen die beiden gemeinsam auf Deutschland-Tournee.

## Diskografie

### Mit Taters & Pie
- Grandfather’s shock (1986), MC
- There is (1988), LP
- Unforgotten dreams (1991), CD/LP
- No more putting off (1993), CD/MC

### Soloalben (mit Jens Kommnick)
- A new day dawning (1998)
- Hear the wind howl (2002)
- Dancing days (2005)
- Finding ways (2009)
- Some shining light (2016)
- Triangle (2020)
- Thirty (2023)